# 相補的DNA
相補的DNA（そうほてきDNA、complementary DNA）は、mRNA から逆転写酵素を用いた逆転写反応によって合成された二本鎖 DNA。一般には「相補的」を意味する英語、complementary の頭文字をとって、cDNA と省略される。遺伝子の上でタンパク質に翻訳される領域の配列が開始コドンから終止コドンまで一続きに含まれているため、タンパク質の一次構造（アミノ酸配列）を解明する出発点として、また人工的にタンパク質を発現させる目的でも単離される。
ヒトを始めとする真核生物では、遺伝子はゲノム上にコードされているものの、多くはそこから転写された mRNA前駆体がスプライシングを受けてイントロンが除去されるまでは蛋白質に翻訳されない情報も含んでいる。
そこで、スプライシング済みの成熟mRNA から cDNA を合成すればイントロンを含まない状態の遺伝子（塩基配列）を知ることができることから、遺伝子のクローニングに広く利用されている。
また、mRNA はスプライシング以外にも RNAエディティングという加工が起こるため、対応するゲノムDNA と cDNA の比較を行うことによって、エディティングサイトの特定が可能となる。
cDNA合成を逆転写酵素によって行ったのち、
1. λファージベクターやプラスミドにクローニングし、cDNAライブラリーを作製。標識プロープや抗体などにより cDNA ライブラリーをスクリーニングして、特定遺伝子の cDNA を単離する。
2. PCR法により、既知の塩基配列の情報をもとに、特定配列を増幅する（RT-PCRという）。それを直接解析するか、プラスミド等にクローニングした後、解析を行う。この方法を工夫して、未知の 5'側配列、3'側配列を増幅するのに、RACE法（Rapid Amplification of cDNA end) と呼ばれる cDNA増幅法がある。
3. サブトラクション法などによって、未知であるが、遺伝子発現量に差がある cDNA のみを増幅し、それを単離する。

といった解析が行われる。

## cDNAの合成法
cDNA の合成には、(1) 全RNA（リボソームRNA、mRNAを含む）、または (2) polyA-RNA（mRNA）を鋳型とする方法がある。
また、逆転写酵素の反応開始には、RNA上に反応の開始となるプライマーをアニールさせ、3'から5’方向にcDNAを合成する必要がある。プライマーには、
1. polyA構造を狙ったオリゴdTプライマーにより mRNA の 3'側から選択的に cDNA を作る。
2. 既知の cDNA配列に特異的な遺伝子特異的なプライマーを用いる。
3. ランダムプライマー（通常、6塩基から8塩基程度の長さのものが使われる）を用いて、mRNA のすべての領域から cDNA合成を開始させる。

といった方法がある。
cDNAの合成に用いられる逆転写酵素の種類としては、AMV（トリmyeloblastosisウイルス）、あるいは MoMuLV（モロニーマウス白血病ウイルス）由来の酵素が用いられることが多い。従来は、AMV由来の酵素が熱安定性が高かったため、mRNA の高次構造の存在を回避する手段として用いられていたが、近年、MoMuLV由来酵素の改良が進み、熱安定性の高い変異型酵素が市販されるようになったので、多くの研究者によって利用されている。なお、ある種の熱耐性型 DNAポリメラーゼ（PCR に用いられる）には、RNA を鋳型としてDNAを合成する逆転写酵素活性を有するものがあり、それを利用する方法もある。
逆転写酵素反応は、mRNA が高次構造を取った場合に伸長しない。また、5'側から cDNA の相補鎖（mRNA と同じ方向をした DNA鎖）を作る際に、5'側にできるヘアピン構造を利用するため、本当の 5'末端が失われる。前者の解決法には、mRNA の熱変性や、上記に記載した高温度での逆転写反応が利用される。後者の解決法には、ピロリン酸ホスファターゼを利用した方法などがあり、理化学研究所の完全長cDNA塩基配列決定プロジェクトで利用されている cDNAライブラリーは、このような方法で作製されたものである。

## EST
EST とは expressed sequence tag の略であり、遺伝子転写産物 (RNA) の一部（普通5'末端か3'末端）に当たる短い配列で、転写産物の“目印”として使われる。cDNAライブラリーからランダムに多数のクローンを選び、それから簡単なシークエンシングによって長さ 500 - 800ヌクレオチド程度の配列を決定したものが EST であり、それらをまとめてデータベースを作製し利用する。まとめる方法としては ESTクラスタリングという手法が用いられる。特定の遺伝子の解析から断片的な配列が判明した場合、ESTデータベースからそれに対応する EST を探索し、これを手がかりにして段階的に RNA 全体の配列を得ることができる。現在はゲノムプロジェクトの補助的技術（あるいは ESTプロジェクト）として盛んに用いられている。また EST は DNAマイクロアレイ用のプローブとして用いることもできる。最近では初めから完全長cDNA（RNA全長に相当する cDNA）を得て解析する技術も進歩しつつあるが、EST は依然として遺伝子解析における有用な技術である。

## FANTOM
Functional Annotation of Mouse for the RIKEN full-length cDNA clones
http://fantom.gsc.riken.jp/jp/
FANTOMは、理化学研究所のマウスゲノム百科事典プロジェクトで収集された完全長cDNAのアノテーション（機能注釈）を行うことを目的に、林崎良英博士が中心となり2000年に結成された国際研究コンソーシアムです。その役割はトランスクリプトーム解析の分野を軸に発展・拡大してきました。また、プロジェクトの研究対象は、ゲノムの転写産物という「要素」の理解から、転写制御ネットワークという「システム」つまり「生命体のシステム」の理解へ、より高次の階層に向けて着実に進められています。 

## マイクロアレイ
GeneChips

## SAGE
遺伝子解析法 SAGE は(Serial Analysis of Gene Expression)から英語の頭字語をとった略称。遺伝子転写産物 (RNA) を逆転写した相補的DNA(cDNA)の一部(10-20bp)を識別用配列(5-10bp?)をはさんで直列に連結したものをDNAシーケンサーで読み取ることにより、多くの転写産物の発現量を調べることができる。相補的DNAの一部を網羅的にシーケンシングする手法としては、SAGE法を改良したSuperSAGE, オリゴキャップ法と併用したCAGE、MPSS, HiCEP等がある。